# December to Dismember 2006
December to Dismember è stato un evento in pay-per-view di wrestling organizzato dalla World Wrestling Entertainment. L'evento, esclusivo del roster ECW, si è svolto il 3 dicembre 2006 alla James Brown Arena di Augusta (Georgia).
Lo show è stato acquistato da 90.000 persone, rendendolo di fatto il pay-per-view della WWE con il più basso tasso di acquisto.

## Storyline
Prima della diretta, erano stati annunciati solo due incontri: il tag team match tra gli Hardy Boyz e gli MNM e l'extreme elimination chamber match con in palio l'ECW World Championship.
Nonostante gli MNM si fossero divisi a Judgment Day dopo aver perso il WWE Tag Team Championship contro Paul London e Brian Kendrick, i due si riunirono per l'occasione e affrontarono gli Hardy Boyz, i quali a loro volta non combattevano insieme da diverso tempo, per il fatto che lottavano in roster separati; infatti, Jeff Hardy combatteva a Raw e deteneva l'Intercontinental Championship, mentre Matt lottava a SmackDown!. Lo stesso discorso valeva per gli MNM, poiché Nitro e Melina appartenevano a Raw mentre Mercury a SmackDown!.
Nell'Extreme Elimination Chamber con in palio l'ECW World Championship avrebbero preso parte il campione Big Show, Bobby Lashley, CM Punk, Rob Van Dam, Sabu e Test; tuttavia, poco prima dell'incontro, Sabu venne messo fuorigioco da un aggressore sconosciuto, risultando dunque indisposto per partecipare all'incontro (kayfabe). Il suo posto, dunque, venne preso da Hardcore Holly su decisione del General Manager della ECW, Paul Heyman.

## Evento
Prima della messa in onda dell'evento, Steven Richards sconfisse René Duprée.

### Match preliminari
L'evento si aprì con il match tra gli Hardy Boyz (Matt e Jeff Hardy) e gli MNM (Joey Mercury e Johnny Nitro). Dopo un lungo batti e ribatti tra i quattro, Jeff eseguì il Whisper in the Wind sia su Mercury che su Nitro per poi dare il cambio a Matt, il quale colpì entrambi gli avversari con una doppia clothesline e un doppio Side Effect. Successivamente Matt colpì Mercury con un leg drop dalla terza corda e lo schienò; tuttavia quest'ultimo si liberò dallo schienamento dopo un conteggio di due. Dopo essere diventato l'uomo legale, Jeff eseguì un superplex dalla terza corda ai danni di Mercury per poi schienarlo, però Melina (manager degli MNM) distrasse l'arbitro per evitare la sconfitta dei suoi assistiti. Dopo che Jeff confrontò Melina sull'apron ring, Nitro tentò di colpire il suo rivale con un dropkick; tuttavia questi finì per colpire la stessa Melina poiché Jeff schivò la manovra. Jeff schienò quindi Nitro con un roll-up che, però, valse solo un conto di due. Pochi istanti dopo, gli MNM eseguirono la Snapshot su Jeff, ma Matt liberò all'ultimo il fratello dallo schienamento. Gli MNM tentarono una Snapshot su Jeff dalla terza corda, tuttavia Matt colpì entrambi con una doppia neckbreaker. Dopodiché Jeff eseguì una Swanton Bomb colpendo sia Mercury che Nitro, schienando poi quest'ultimo per vincere l'incontro insieme a Matt.
Nel secondo incontro della serata Matt Striker e Balls Mahoney si affrontarono in un Extreme Enforcement of the Rules match, in cui, per decisione dello stesso Striker, erano state bandite le dita negli occhi, il tiraggio di capelli, le manovre dalla corda più alta e il linguaggio scurrile. Durante le fasi iniziali dell'incontro, Striker si portò in vantaggio nei confronti di Mahoney dopo l'esecuzione di una DDT. Successivamente Striker si concentrò sul braccio sinistro di Mahoney, applicando costantemente varie armbar, finché quest'ultimo non lo colpì con una sidewalk slam. Nel finale, dopo aver eseguito un high back bodydrop, Mahoney colpì Striker con una spinebuster per poi schienarlo e vincere il match.
Il match seguente vide Elijah Burke e Sylvester Terkay contrapposti agli F.B.I. (Little Guido e Tony Mamaluke). Durante le fasi iniziali dell'incontro, Burke e Terkay controllarono la contesa dopo che Burke eseguì un Uranage su Guido. Successivamente, dopo aver ricevuto il cambio da Guido, Mamaluke colpì prima Terkay con un low dropkick e poi Burke con un flapjack, eseguito in coppia con lo stesso Guido. Nel finale, Burke colpì Mamaluke con l'Elijah Experience per poi schienarlo per vincere il match insieme a Terkay.
Il quarto match della serata fu tra Daivari e Tommy Dreamer. Durante le fasi iniziali, Daivari si portò in vantaggio nei confronti di Dreamer dopo che applicò una sleeper hold. Successivamente Dreamer uscì dalla presa dopo che colpì Daivari con una clothesline, seguita da un high back bodydrop ed un inverted DDT. Dopo aver eseguito un low dropkick all'angolo, Dreamer tentò la Dreamer DDT su Daivari; tuttavia questi rovesciò la manovra in un roll-up per schienarlo e vincere così la contesa. Dopo essere stato sconfitto, Dreamer tentò di vendicarsi, ma The Great Khali salvò il suo manager Daivari colpendo lo stesso Dreamer con una Khali Bomb sullo stage.
Nel match che seguì Kevin Thorn e Ariel affrontarono Kelly Kelly e Mike Knox. Dopo un batti e ribatti tra i quattro, Knox abbandonò Kelly poiché quest'ultima, prima dell'inizio dell'incontro, s'infatuò di CM Punk nel backstage. Nel finale, in seguito all'accaduto, Ariel colpì Kelly con una STO per poi schienarla per vincere il match insieme a Thorn.

### Main event
Il main event fu l'Extreme Elimination Chamber match valevole per l'ECW World Championship tra il campione Big Show e gli sfidanti Bobby Lashley, CM Punk, Hardcore Holly, Rob Van Dam e Test. L'incontro iniziò con Holly e Van Dam sul ring, mentre gli altri quattro partecipanti vennero collocati nelle rispettive celle di plexiglas. Dopo un batti e ribatti, Van Dam eseguì il Rolling Thunder su Holly sopra le grate esterne della struttura per poi tentare un vertical suplex che, però, lo stesso Holly contrattaccò. Successivamente CM Punk entrò per terzo, attaccando entrambi gli avversari con una sedia (presente all'interno della sua cella). Punk provò a colpire nuovamente Van Dam con la sedia, ma questi schivò l'attacco colpendolo con la sedia stessa per poi eseguire su di lui un monkey flip. Poco dopo, Punk reagì e colpì prima Van Dam con un leg drop sulla sedia e poi Holly con uno springboard dropkick. Dopo che Punk gettò Van Dam contro la sedia incastrata tra le corde, Holly lanciò lo stesso Punk contro le catene metalliche della struttura per poi colpirlo con un superplex. Dopo che Van Dam eseguì un side kick sia su Punk che su Holly, Test entrò per quarto portando con sé un piede di porco. Dopo aver colpito tutti i rivali con il piede di porco, Test subì una violenta sediata al volto da parte di Van Dam il quale, pochi istanti dopo, colpì anche Punk con la sedia eseguendo un low dropkick. In seguito, Van Dam eseguì la Five Star Frog Splash su Punk per poi schienarlo ed eliminarlo dalla contesa. Pochi attimi dopo, Test sorprese Holly colpendolo con un big boot per poi schienarlo ed eliminarlo. Dopodiché, Van Dam salì sulla cella che conteneva Big Show per tentare di gettarsi verso Test; tuttavia quest'ultimo, con l'aiuto dello stesso Big Show, lanciò giù Van Dam dalla cella. Dopo aver posizionato la sedia sul viso di Van Dam, Test si portò sulla sommità di una cella per poi gettarsi con un diving elbow drop sopra allo stesso Van Dam, il quale venne così schienato ed eliminato. Dopo l'eliminazione di Van Dam, Bobby Lashley entrò per quinto; tuttavia non poté uscire dalla cella poiché la Riot Squad di Paul Heyman ne forzò la serratura. Lashley riuscì comunque ad evadere dalla cella dopo aver spezzato le catene metalliche sovrastanti con l'ausilio di un tavolo (che era presente dentro la cella di Lashley come oggetto contundente). Dopo averlo colpito con il piede di porco, Lashley eseguì la Spear su Test per poi schienarlo ed eliminarlo dal match. Successivamente Big Show entrò per sesto e tentò di colpire Lashley con una mazza da baseball avvolta nel filo spinato; tuttavia quest'ultimo si parò dagli attacchi utilizzando la sedia. Lashley lanciò poi Big Show attraverso il plexiglas di una cella, mandandola in frantumi. Dopo essersi ripreso, Big Show tentò la Showstopper, però Lashley rovesciò la manovra in una DDT per poi colpire lo stesso Big Show con la Spear. Lashley schienò quindi Big Show per vincere il match e conquistare il titolo.

## Risultati
| #    | Incontri                                                                                   | Stipulazioni                                                   | Durata |
| ---- | ------------------------------------------------------------------------------------------ | -------------------------------------------------------------- | ------ |
| Dark | Steven Richards ha sconfitto René Duprée                                                   | Single match                                                   | —      |
| 1    | The Hardy Boyz hanno sconfitto MNM (con Melina)                                            | Tag team match                                                 | 22:33  |
| 2    | Balls Mahoney ha sconfitto Matt Striker                                                    | Striker's rules match                                          | 07:12  |
| 3    | Elijah Burke e Sylvester Terkay hanno sconfitto Little Guido e Tony Mamaluke (con Trinity) | Tag team match                                                 | 06:41  |
| 4    | Daivari (con The Great Khali) ha sconfitto Tommy Dreamer                                   | Single match                                                   | 07:22  |
| 5    | Kevin Thorn e Ariel hanno sconfitto Mike Knox e Kelly Kelly                                | Mixed tag team match                                           | 07:43  |
| 6    | Bobby Lashley ha sconfitto Big Show (c), CM Punk, Hardcore Holly, Rob Van Dam e Test       | Extreme elimination chamber match per l'ECW World Championship | 24:42  |

Extreme elimination chamber match
| #         | Wrestler       | Ingresso | Eliminato da  | Modalità di eliminazione | Tempo |
| --------- | -------------- | -------- | ------------- | ------------------------ | ----- |
| 1°        | CM Punk        | 3°       | Rob Van Dam   | Five star frog splash    | 12:35 |
| 2°        | Hardcore Holly | 1°       | Test          | Rebound big boot         | 12:45 |
| 3°        | Rob Van Dam    | 2°       | Test          | Diving elbow drop        | 14:15 |
| 4°        | Test           | 4°       | Bobby Lashley | Spear                    | 19:42 |
| 5°        | Big Show (c)   | 6°       | Bobby Lashley | Spear                    | 24:42 |
| Vincitore | Bobby Lashley  | 5°       |               |                          |       |